# Публій Корнелій Долабелла (консул-суффект 35 року до н. е.)
Публій Корнелій Долабелла (82 — після 35 року до н. е.) — політичний діяч Римської республіки, консул-суфект 35 року до н. е.

## Життєпис
Походив з патриціанського роду Корнеліїв Долабел. Син Гнея Корнелія Долабели, претора 81 року до н. е. Про життя Публія Долабели мало відомостей. Це, ймовірно, пов'язано із засудженням батька у 78 році до н. е. Після цього Долабела мав важкий фінансовий стан. Вочевидь він не відігравав значної ролі у політичному житті. Після перемоги Октавіана у 35 році до н. е. над Секстом Помпеєм його призначено консулом-суфектом разом з Титом Педуцеєм. Подальша доля Публія Корнелія невідома.